# Леилани-Эстейтс
Леилани-Эстейтс (гав. Leilani, англ. Estates) — статистически обособленная местность, расположенная на острове Гавайи (район Пуна) в округе Гавайи (штат Гавайи, США).

## География
Согласно Бюро переписи населения США статистически обособленная местность Леилани-Эстейтс имеет общую площадь 10,8 квадратных километров, относящихся к суше.

## Демография
По данным переписи населения за 2010 год в Леилани-Эстейтс проживало 1560 человек, насчитывалось 696 домашних хозяйств, и 807 жилых домов. Средняя плотность населения составляла около 97,1 человек на один квадратный километр.
Расовый состав Леилани-Эстейтс по данным переписи распределился следующим образом: 63,4 % белых, 1,35 % — чёрных или афроамериканцев, 1,79 % — коренных американцев (включая алеутов), 6,09 % — азиатов, 6,15 % — коренных жителей тихоокеанских островов, 20 % — представителей смешанных рас, 1,22 % — других народностей. Испаноговорящие составили 9,81 % населения.
Из 696 домашних хозяйств в 18,1 % — воспитывали детей в возрасте до 18 лет. В среднем домашнее хозяйство ведут 2,24 человек.
Население Леилани-Эстейтс по возрастному диапазону (данные переписи 2010 года) распределилось следующим образом: 17,4 % — жители младше 18 лет, 6,9 % — между 18 и 24 годами, 11,7 — от 25 до 34 лет, 17,6 % — от 34 до 49 лет, 32,9 % — от 50 до 64 лет и 13,4 % — в возрасте 65 лет и старше. На каждые 100 женщин приходилось 113,1 мужчин, при этом на каждые сто женщин 18 лет и старше приходилось 88,4 мужчин также старше 18 лет.

## Экономика
Средний доход на одно домашнее хозяйство Леилани-Эстейтс, согласно данным 2000 года, составил 31 541 доллар США, а средний доход на одну семью — 32 692 доллара. При этом мужчины имели средний доход в 30 500 долларов в год против 22 875 долларов среднегодового дохода у женщин. Доход на душу населения составил 15 522 доллара в год. 13,7 % от всего числа семей в местности и 21,9 % от всей численности населения находилось на момент переписи за чертой бедности, при этом 16,4 % из них были моложе 18 лет и 25,5 % в возрасте 65 лет и старше.

## Извержение 2018 года
В мае 2018 года на территории поселения произошло извержение вулкана. Хотя оно обошлось без жертв, около трети жилых домов в Леилани-Эстейтс было уничтожено лавой.